# 三木則尚
三木 則尚（みき のりひさ、1974年3月20日 - ）は、日本の工学者。慶應義塾大学教授。専門は機械工学、精密工学、MEMS、Micro-TAS。兵庫県出身。
東京大学工学部機械工学科卒業。東京大学大学院工学系研究科博士課程修了。工学博士。東京大学所属時に，MEMSを用いた精密昆虫ロボットを開発する。その後，MITに渡り、マイクロガスタービンの開発を行った。一貫してMEMSを用いた技術開発に携わっている。現在は、東京大学及びMITにて修得してきたMEMS技術を利用して、ブレイン・マシン・インタフェース、Micro-TAS、GreenMEMSなど医療、環境分野を中心に，研究・開発を行っている。

## 経歴
- 2001年 東京大学大学院工学系研究科博士課程修了
- 2001年 マサチューセッツ工科大学航空宇宙工学科ポスドク研究員、リサーチエンジニア
- 2004年 慶應義塾大学理工学部 専任講師
- 2011年 慶應義塾大学理工学部 准教授

## 著作

### 共著
- 新規なデバイス技術及びその医療応用 ; ヘルスケアとバイオ医療のための先端デバイス機器 (2009)[1]
- Techniques in the Fabrication of High-Speed Micro-Rotors for MEMS Applications ; Mems/Nems Handbook Techniques and Applications, Volume 2 Fabrication Techniques ; Springer Science+Business Media, Inc. (2006)[1]
- マイクロガスタービン ; マイクロ・ナノ熱流体ハンドブック (2006) [1]